# Harald il Vecchio
Harald il Vecchio (VI-VII secolo) è un personaggio che viene appena nominato nello Hversu Noregr byggðist ma i cui padre, figlio e discendenti giocarono un ruolo chiave in politica nelle leggende scandinave.

## LoHversu Noregr byggðist
Lo Hversu Noregr byggðist ci dice che Harald il Vecchio era il figlio di Valdar figlio di Hróarr (cioè re Hroðgar nel Beowulf) e che era il padre di Halfdan il Valoroso padre di Ivar Vidfamne.

## LaSaga degli Skjöldungar
La Saga degli Skjöldungar narra che un certo Valdar mise in discussione il fatto che Rörek cugino di Hróarr e Helgi succedesse a Hrólfr Kraki come re dei Daner. Dopo una guerra tra i due, Rörek mantenne la Zelanda mentre Valdar ebbe la Scania. Se ci si basa sulla stessa tradizione dello Hversu Noregr byggðist, Valdar aveva il diritto di reclamare il trono, essendo il figlio di un precedente re, Hróarr (Hroðgar), zio di Hrólfr Kraki.

## LaSaga degli Ynglingar
Nella sua Saga degli Ynglingar, Snorri Sturluson scrisse che Halfdan il Valoroso (il figlio di Harald) era il padre di Ivar Vidfamne; Halfdan aveva anche un fratello, re Guðröðr di Scania. Guðröðr sposò Åsa, la figlia del re svedese Ingjald Illráði, ed ella spinse Guðröðr ad uccidere Halfdan. Più tardi causò anche la morte di Guðröðr e dovette rifugiarsi da suo padre; la gente in seguito chiamò anche lei Illráði come il padre Ingjald.
Ivar Vidfamne raccolse un grande esercito e accerchiarono Ingjald e sua figlia a Ræning, dove i due si suicidarono dandosi fuoco nella reggia.

## LaSaga di Hervör
Mentre lo Hversu Noregr byggðist e la Saga degli Ynglingar non ci parlano della madre di Halfdan (che era cioè probabilmente la moglie di Harald), la Saga di Hervör ci informa che ella fu Hild, la figlia del re dei Goti Heiðrekr Ulfhamr, il figlio di Angantyr che sconfisse gli Unni.
Dice poi che Halfdan ebbe come figlio Ivar Vidfamne, che attaccò Ingjald Illráði portandolo a suicidarsi dando fuoco alla sua reggia a Ræning con lui e tutto il suo seguito all'interno. Dopodiché Ivar Vidfamne conquistò la Svezia.